# Estación de Birmensdorf
La estación de Birmensdorf es una estación ferroviaria de la comuna suiza de Birmensdorf, en el Cantón de Zúrich.

## Historia y Situación
La estación se encuentra ubicada en la zona norte del núcleo urbano de Birmensdorf. Fue inaugurada en 1864 con la apertura de la línea férrea Zúrich - Zug por parte del  Zürich-Zug-Luzern-Bahn. Cuenta con dos andenes laterales, por los que pasan dos vías.
En términos ferroviarios, la estación se sitúa en la línea Zúrich - Zug. Sus dependencias ferroviarias colaterales son la estación de Urdorf-Weihermatt hacia Zúrich y la estación de Bonstetten-Wettswil en dirección Zug.

## Servicios ferroviarios
Los servicios ferroviarios de esta estación están prestados por SBB-CFF-FFS:

### S-Bahn Zúrich
La estación está integrada dentro de la red de trenes de cercanías S-Bahn Zúrich, y en la que efectúan parada los trenes de varias líneas pertenecientes a S-Bahn Zúrich:
- S 5 Zug – Affoltern am Albis – Zúrich HB – Uster – Pfäffikon SZ
- S 14 Affoltern am Albis – Altstetten – Zúrich HB – Oerlikon – Wallisellen – Hinwil